# Бета-гідрокси-3-метилфентаніл
Бета-гідрокси-3-метилфентаніл (англ. β-hydroxy-3-methylfentanyl, також Охмефентаніл, RTI-4614-4, ОМФ) — надзвичайно потужний опіоїдний анальгетик, який є селективним агоністом μ-опіатних рецепторів.
Існує 8 можливих стереоізомерів β-гідрокси-3-метилфентанілу. Ці стереоізомери є одними з найпотужніших відомих агоністів μ-опіатних рецепторів, порівнянних із надпотужними опіоїдами, такими як карфентаніл і еторфін, які легально використовуються лише для заспокоєння великих тварин, таких як слони, у ветеринарії. У дослідженнях на мишах найактивніший стереоізомер, 3R,4S,βS-охмефентаніл, був у 28 разів сильнішим як знеболювальний засіб, ніж фентаніл, з якого його отримують, і в 6300 разів сильніше, ніж морфін. Бета-гідрокси-3-метилфентаніл має 3 стереогенні центри та 8 м стереоізомерів, які позначаютьсяя F9201–F9208. Дослідники вивчають різні фармацевтичні властивості цих ізомерів. 4″-фторовий аналог (тобто заміщений у фенетиловому кільці) ізомеру 3R,4S,βS-омефентанілу є одним із найпотужніших агоністів опіатних рецепторів, які були виявлені, який має анальгетичну дію приблизно в 18 тисяч разів більшу, ніж у морфіну. Інші аналоги з активністю, вищою, ніж у самого β-гідрокси-3-метилфентанілу, включають 2'-фторпохідні (тобто заміщені на аніліновому фенільному кільці) і похідні, де N-пропіонільну групу було замінено на N-метоксиацетильну або 2-фурамідну групи. або карбоетоксигрупа додається до 4-го положення піперидинового кільця. Про останній з них повідомлено, що він у 30 тисяч разів сильніший за морфін.
Побічні ефекти аналогів фентанілу подібні до побічних ефектів самого фентанілу, та включають свербіж, нудоту та потенційно небезпечне для життя пригнічення дихання. Деякі автори оглядів у журналах стверджують, що аналоги фентанілу стали причиною смерті сотень людей по всій Європі та колишніх радянських республіках, після останнього відновлення їх використання в Естонії на початку 2000-х років.

Хімічна структура фентанілу була використана як основа в сучасній хімії для відкриття та класифікаціїи багатьох нових аналогів фентанілу, які іноді називають «фенталогами».

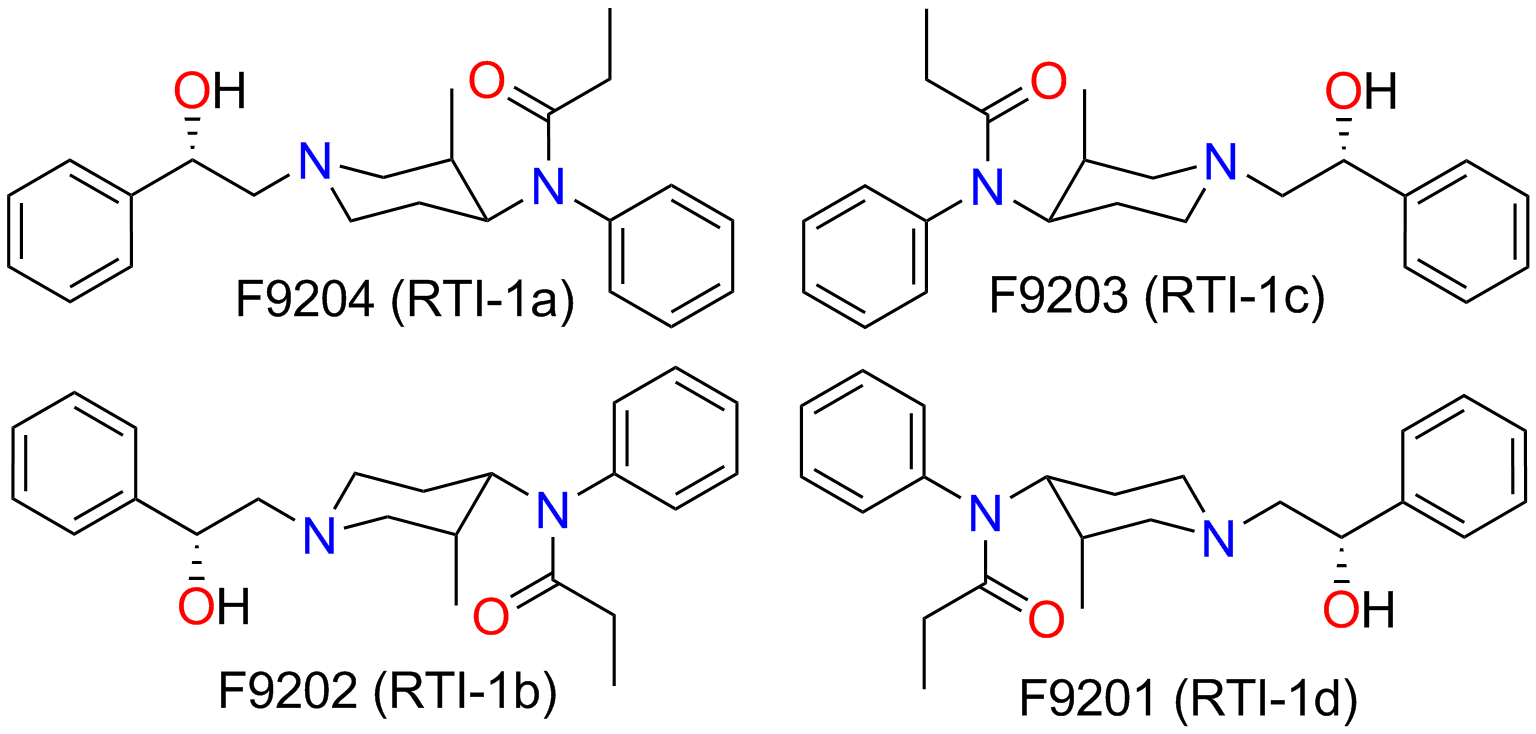
Молекулярна структура 4 із 8 ізомерів охмефентанілу

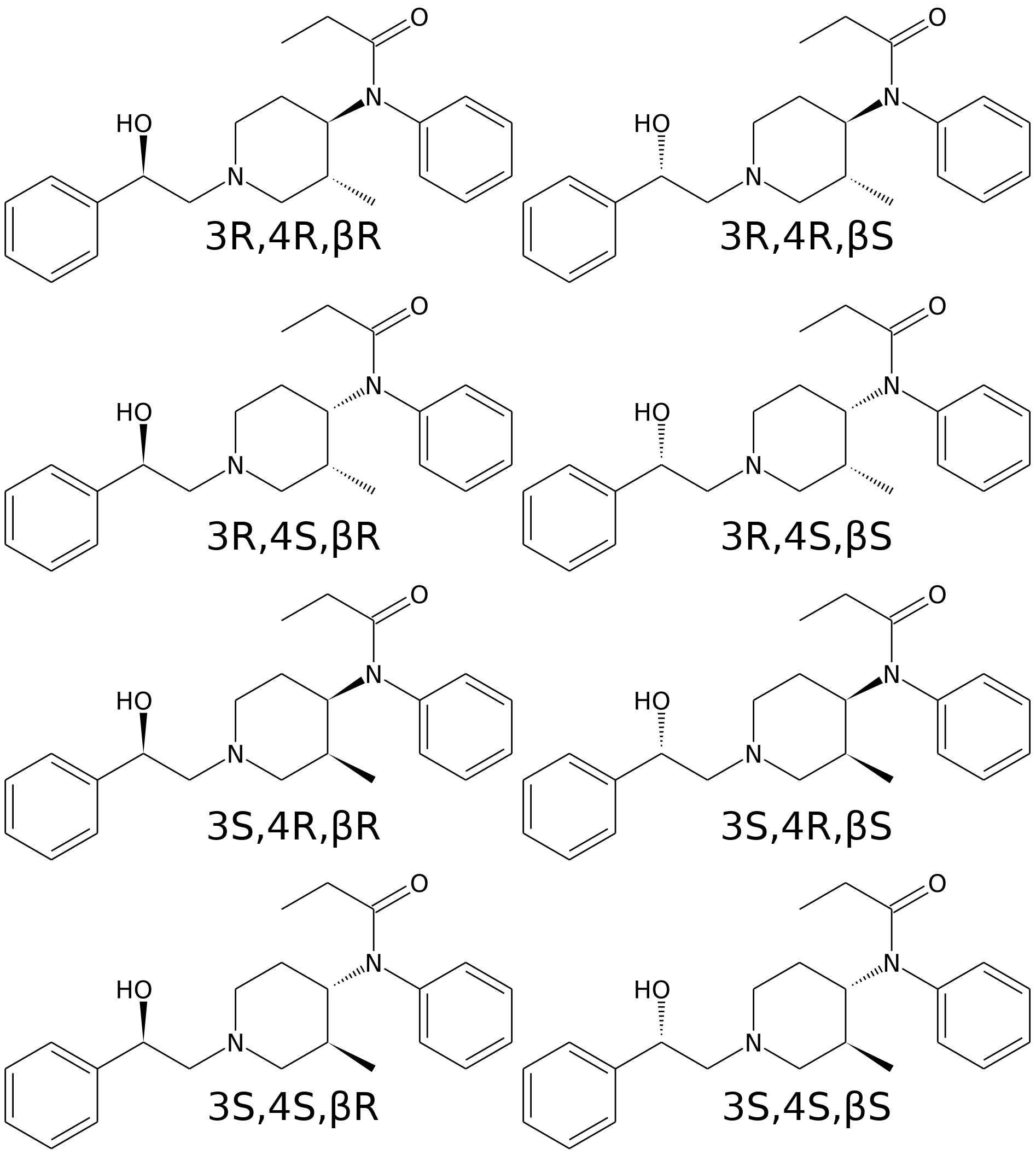
Молекулярна структура всіх 8 ізомерів охмефентанілу